# Eon (boeddhisme)
Een eon of kappa of kalpa (hetgeen wereld-cyclus betekent) is in het boeddhisme de periode na het weder ontstaan van het materiële aspect van het universum tot de volgende vernietiging van ditzelfde materiële aspect van het universum.
Kappa is een Pali woord. Het is afgeleid van het Sanskriete kalpa, dat tijdperk betekent. De periode wordt wel beschreven als een dag en een nacht van de god Brahma en wordt ingedeeld in een periode van openbaring, bestaande uit 71 mahayuga's en een periode van rust, pralaya, die even lang duurt; tezamen worden zij manvantara genoemd. 

## Boeddhisme
In het boeddhisme zijn er volgens de Visuddhimagga verschillende verklaringen voor de soorten kalpa's en de duur ervan.  De eerste verklaring gaat uit van vier soorten:
1. Ayu-Kalpa – een variabele periode die neerkomt op de levensverwachting van de mens in een bepaalde periode of yuga. Deze kan variëren van 10 jaar tot een asankhya. De duur is proportioneel gerelateerd aan het niveau van de deugdzaamheid van de mensen in dat tijdvak. Tegenwoordig duurt deze periode rond de 100 jaar en neemt geleidelijk af.
2. Antah-Kalpa – de tijd die een ayu-kalpa nodig heeft om toe te nemen van 10 jaar tot een hele asankya en weer terug tot 10 jaar. Het einde van een antah-kalpa (of massaal uitsterven) kan op drie manieren geschieden, waarbij in alle gevallen de meerderheid van de menselijke bevolking uitsterft:
  1. Shastranta-Kalpa – door oorlogen.
  2. Durbhikshanta-Kalpa – door hongersnoden.
  3. Roganta-Kalpa – door ziekten.
3. Asankhya-Kalpa – een periode van 20 antah-kalpas.
4. Maha-Kalpa – een periode van vier asankhya-kalpa's. Dit is de langstdurende tijdseenheid in het boeddhisme. Het einde van een maha-kalpa (apocalyps) kan op drie manieren geschieden: door vuur, water of wind. In de vier achtereenvolgende asankhya-kalpas waaruit de maha-kalpa is samengesteld, vindt het volgende plaats:
  1. – dit is de tijd die deze wereld nodig heeft om te ontstaan.
  2. – is een stabiele periode van de wereld waarin al het leven gedijt.
  3. – is de periode waarin deze wereld ten onder gaat.
  4. – is een lege periode.

Boeddha heeft niet aangegeven hoeveel jaar een maha-kalpa precies duurt. Wel omschreef hij het in een vergelijking: "Stel jezelf een enorme lege kubus voor aan het begin van die periode, van 16x16x16 mijl. Eens in de 100 jaar gooit iemand een mosterdzaadje in de kubus. De kubus zal vol zijn voordat de kalpa voorbij is". 
Toen monniken hem vroegen, hoeveel kalpa's tot dan toe waren verstreken, zei Boeddha: als je het aantal zandkorrels op de bodem van de Ganges zou tellen, vanaf de bron tot de monding in zee, dan zou zelfs dat aantal minder zijn dan het aantal voorbije kalpa's.

## Hindoeïsme
In het hindoeïsme heeft een kalpa een duur van 4,32 miljard jaar, een "dag van Brahma", of duizend mahayugas, de levensduur van de wereld. Iedere kalpa is verdeeld in 14 manvantara perioden, die elk 71 yuga cycli (306.720.000 jaar) duren. Elke manvantara-periode wordt voorafgegaan door een verbindingsmoment (sandhya) met de duur van een Satya-yuga (1.728.000 jaar). Twee kalpa's zijn voor Brahma een dag en een nacht. Een "Brahma-maand" bestaat uit 30 dergelijke dagen en nachten, of 259,2 miljoen jaar. Volgens de Mahabharata zijn 12 dergelijke maanden een jaar voor Brahma, en 100 van deze jaren zijn de levenscyclus van het universum. Vijftig Brahma-jaren worden verondersteld te zijn verstreken, zodat we ons nu in de shvetavaraha kalpa van de 51e zouden bevinden. Aan het eind van een kalpa houdt de wereld op te bestaan.